# AFL - Division I 2018
La AFL Division I 2018 è stata la 33ª edizione del campionato di football americano di secondo livello, organizzato dalla AFBÖ.

## Squadre partecipanti
| Club                  | Città                    | Stadio | Sponsor ufficiale      | Risultato nella stagione 2017 |
| --------------------- | ------------------------ | ------ | ---------------------- | ----------------------------- |
| Amstetten Thunder     | Amstetten                |        | Schnitz’l Land         |                               |
| Carinthian Lions      | Klagenfurt am Wörthersee |        |                        |                               |
| Cineplexx Blue Devils | Hohenems                 |        |                        |                               |
| Maribor Generals      | Maribor                  |        |                        |                               |
| Salzburg Bulls        | Salisburgo               |        |                        |                               |
| Sankt Pölten Invaders | Sankt Pölten             |        | Assicurazioni Generali |                               |
| Styrian Bears         | Graz                     |        |                        |                               |
| Tirol Raiders JV      | Innsbruck                |        | Swarco                 |                               |
| Vienna Knights        | Vienna                   |        |                        |                               |
| Vienna Vikings 2      | Vienna                   |        | Dacia                  |                               |

## Stagione regolare

### Calendario

#### 1ª giornata
| 25 marzo 2018, ore 15:00 | Cineplexx Blue Devils | 42 – 7 (8-0 7-0 0-0 27-7) referto | Vienna Vikings 2 | (780 spett.) |

| 25 marzo 2018, ore 15:00 | Tirol Raiders JV | 27 – 31 (6-0 7-7 8-17 6-7) referto | Salzburg Bulls |  |

#### 2ª giornata
| 31 marzo 2018, ore 14:00 | Styrian Bears | 6 – 14 (6-6 0-7 0-7 0-0) referto | Amstetten Thunder |  |

| 1º aprile 2018, ore 15:00 | Vienna Knights | 52 – 14 (14-0 20-14 18-0 0-0) referto | Tirol Raiders JV |  |

| 2 aprile 2018, ore 15:00 | Carinthian Lions | 7 – 0 (7-0 0-0 0-0 0-0) referto | Sankt Pölten Invaders | (300 spett.) |

#### 3ª giornata
| 7 aprile 2018, ore 15:00 | Maribor Generals | 0 – 31 (0-9 0-13 0-9 0-0) referto | Carinthian Lions |  |

| 7 aprile 2018, ore 16:00 | Sankt Pölten Invaders | 24 – 40 (3-6 7-7 7-6 7-21) referto | Styrian Bears |  |

| 8 aprile 2018, ore 15:00 | Salzburg Bulls | 21 – 6 (7-0 7-0 0-0 7-6) referto | Cineplexx Blue Devils |  |

#### 4ª giornata
| 14 aprile 2018, ore 16:00 | Vienna Vikings 2 | 29 – 0 (0-0 17-0 9-0 3-0) referto | Tirol Raiders JV |  |

| 14 aprile 2018, ore 16:00 | Sankt Pölten Invaders | 34 – 0 (7-0 0-0 14-0 13-0) referto | Maribor Generals |  |

| 14 aprile 2018, ore 16:00 | Amstetten Thunder | 7 – 0 (0-0 0-0 7-0 0-0) referto | Carinthian Lions |  |

| 15 aprile 2018, ore 15:00 | Salzburg Bulls | 7 – 22 (0-14 7-0 0-0 0-8) referto | Vienna Knights |  |

#### 5ª giornata
| 21 aprile 2018, ore 15:00 | Carinthian Lions | 51 – 6 (14-0 16-6 14-0 7-0) referto | Maribor Generals |  |

| 21 aprile 2018, ore 16:00 | Amstetten Thunder | 6 – 25 (0-0 6-0 0-19 0-6) referto | Styrian Bears |  |

| 21 aprile 2018, ore 18:00 | Vienna Knights | 12 – 20 (0-6 0-8 12-3 0-3) referto | Vienna Vikings 2 |  |

| 22 aprile 2018, ore 15:00 | Tirol Raiders JV | 3 – 42 (0-14 0-21 0-0 3-7) referto | Cineplexx Blue Devils |  |

#### 6ª giornata
| 5 maggio 2018, ore 16:00 | Carinthian Lions | 28 – 31 (7-3 7-3 14-6 0-19) referto | Amstetten Thunder |  |

| 5 maggio 2018, ore 18:00 | Vienna Vikings 2 | 28 – 6 (7-6 7-0 0-0 14-0) referto | Salzburg Bulls |  |

| 6 maggio 2018, ore 14:00 | Styrian Bears | 7 – 9 (0-0 0-0 7-6 0-3) referto | Maribor Generals |  |

| 6 maggio 2018, ore 15:00 | Cineplexx Blue Devils | 20 – 27 (7-14 6-0 0-13 7-0) referto | Vienna Knights |  |

#### 7ª giornata
| 12 maggio 2018, ore 16:00 | Sankt Pölten Invaders | 0 – 40 (0-6 0-21 0-6 0-7) referto | Carinthian Lions |  |

| 12 maggio 2018, ore 18:00 | Tirol Raiders JV | 14 – 42 (14-0 0-14 0-14 0-14) referto | Vienna Knights |  |

| 13 maggio 2018, ore 15:00 | Cineplexx Blue Devils | 14 – 0 (0-0 0-0 14-0 0-0) referto | Salzburg Bulls |  |

| 13 maggio 2018, ore 15:00 | Maribor Generals | 6 – 31 (0-7 0-14 0-3 6-7) referto | Amstetten Thunder |  |

#### 8ª giornata
| 26 maggio 2018, ore 14:00 | Amstetten Thunder | 48 – 6 (21-0 7-6 13-0 7-0) referto | Sankt Pölten Invaders |  |

| 27 maggio 2018, ore 14:00 | Styrian Bears | 49 – 7 (14-7 21-0 7-0 7-0) referto | Maribor Generals |  |

| 27 maggio 2018, ore 15:00 | Vienna Knights | 51 – 35 (6-6 13-15 16-0 16-14) referto | Cineplexx Blue Devils |  |

| 27 maggio 2018, ore 15:00 | Salzburg Bulls | 6 – 13 (0-0 0-10 0-0 6-3) referto | Vienna Vikings 2 |  |

#### 9ª giornata
| 2 giugno 2018, ore 17:00 | Carinthian Lions | 21 – 20 (7-7 14-7 0-0 0-6) referto | Styrian Bears |  |

| 2 giugno 2018, ore 18:00 | Vienna Vikings 2 | 9 – 31 (0-7 0-12 3-6 6-6) referto | Vienna Knights |  |

| 3 giugno 2018, ore 15:00 | Cineplexx Blue Devils | 26 – 0 (6-0 6-0 14-0 0-0) referto | Tirol Raiders JV |  |

| 3 giugno 2018, ore 16:00 | Maribor Generals | 0 – 20 (0-13 0-0 0-0 0-7) referto | Sankt Pölten Invaders |  |

#### 10ª giornata
| 16 giugno 2018, ore 16:00 | Amstetten Thunder | 52 – 13 (14-0 17-13 21-0 0-0) referto | Maribor Generals |  |

| 16 giugno 2018, ore 18:00 | Vienna Knights | 20 – 13 (7-13 7-0 0-0 6-0) referto | Salzburg Bulls |  |

| 17 giugno 2018, ore 14:00 | Styrian Bears | 26 – 22 (3-0 9-7 0-7 14-8) referto | Carinthian Lions |  |

| 17 giugno 2018, ore 15:00 | Tirol Raiders JV | 20 – 24 (10-0 7-9 3-15 0-0) referto | Vienna Vikings 2 |  |

#### 11ª giornata
| 23 giugno 2018 | Maribor Generals | 24 – 54 (0-21 12-15 6-12 6-6) referto | Styrian Bears |  |

| 23 giugno 2018, ore 16:00 | Sankt Pölten Invaders | 0 – 35 (0-14 0-7 0-7 0-7) referto | Amstetten Thunder |  |

| 23 giugno 2018, ore 18:00 | Vienna Vikings 2 | 21 – 6 (7-14 15-8 7-6 0-10) referto | Cineplexx Blue Devils |  |

| 24 giugno 2018, ore 15:00 | Salzburg Bulls | 20 – 42 (0-28 0-0 7-0 13-14) referto | Tirol Raiders JV |  |

### Classifica
La classifica della regular season è la seguente:
- PCT = percentuale di vittorie, G = partite giocate, V = partite vinte,  P = partite perse, PF = punti fatti, PS = punti subiti

#### Conference A
| Pos. | Squadra               | PCT  | G | V | N | P | PF  | PS  |
| ---- | --------------------- | ---- | - | - | - | - | --- | --- |
| 1    | Vienna Knights        | .875 | 8 | 7 | 0 | 1 | 257 | 132 |
| 2    | Vienna Vikings 2      | .750 | 8 | 6 | 0 | 2 | 151 | 123 |
| 3    | Cineplexx Blue Devils | .500 | 8 | 4 | 0 | 4 | 191 | 130 |
| 4    | Salzburg Bulls        | .250 | 8 | 2 | 0 | 6 | 104 | 172 |
| 5    | Tirol Raiders JV      | .125 | 8 | 1 | 0 | 7 | 120 | 266 |

#### Conference B
| Pos. | Squadra               | PCT  | G | V | N | P | PF  | PS  |
| ---- | --------------------- | ---- | - | - | - | - | --- | --- |
| 1    | Amstetten Thunder     | .875 | 8 | 7 | 0 | 1 | 224 | 84  |
| 2    | Styrian Bears         | .625 | 8 | 5 | 0 | 3 | 227 | 127 |
| 3    | Carinthian Lions      | .625 | 8 | 5 | 0 | 3 | 200 | 90  |
| 4    | Sankt Pölten Invaders | .375 | 8 | 3 | 0 | 5 | 93  | 177 |
| 5    | Maribor Generals      | .000 | 8 | 0 | 0 | 8 | 50  | 322 |

## Playoff

### Tabellone
La migliore delle qualificate in seguito alle Wild Card ha incontrato in semifinale la seconda classificata della stagione regolare, mentre la peggiore ha incontrato la prima.
|  | Semifinali | Semifinali        | Semifinali |                   |    | XXI Silver Bowl | XXI Silver Bowl | XXI Silver Bowl |  |
|  |            |                   |            |                   |    |                 |                 |                 |  |
|  | 1A         | Vienna Knights    | 36         |                   |    |                 |                 |                 |  |
|  | 1A         | Vienna Knights    | 36         |                   |    |                 |                 |                 |  |
|  | 2B         | Styrian Bears     | 10         |                   |    |                 |                 |                 |  |
|  | 2B         | Styrian Bears     | 10         |                   | 1A | Vienna Knights  | 13              |                 |  |
|  |            |                   |            |                   | 1A | Vienna Knights  | 13              |                 |  |
|  |            |                   | 1B         | Amstetten Thunder | 17 |                 |                 |                 |  |
|  | 2A         | Vienna Vikings 2  | 1B         | Amstetten Thunder | 17 | 3               |                 |                 |  |
|  | 2A         | Vienna Vikings 2  |            |                   |    |                 |                 |                 |  |
|  | 1B         | Amstetten Thunder | 10         |                   |    |                 |                 |                 |  |

### Semifinali
| 7 luglio 2018, ore 16:00 | Amstetten Thunder | 10 – 3 (0-0 7-3 3-0 0-0) referto | Vienna Vikings 2 |  |

| 7 luglio 2018, ore 18:00 | Vienna Knights | 36 – 10 (14-7 13-3 9-0 0-0) referto | Styrian Bears |  |

### XXI Silver Bowl
| Sankt Pölten 21 luglio 2018, ore 15:00 | Vienna Knights | 13 – 17 (6-0 0-7 0-0 7-10) referto | Amstetten Thunder | NV Arena (2500 spett.) |

## Verdetti
- Amstetten Thunder Vincitori dell'AFL Division I 2018